# Lista de prefeitos de Mariana
Esta é uma lista de prefeitos de Mariana, ou seja, uma lista contendo os líderes do executivo do município brasileiro de Mariana. A lista contém os presidentes da câmara, agentes executivos, interventores municípais e prefeitos eleitos por sufrágio universal.

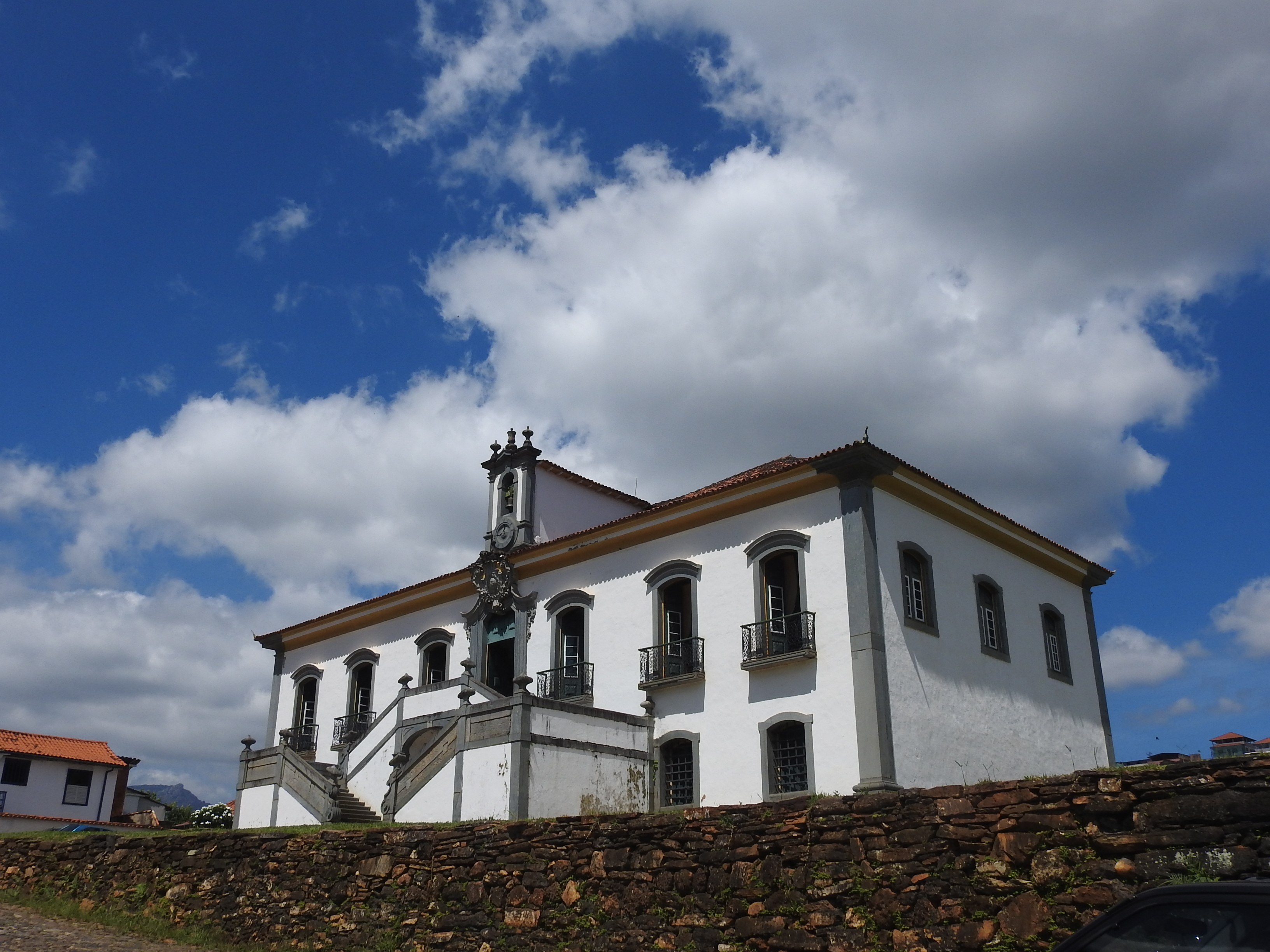
Casa de Câmara e Cadeia de Mariana

No Império, a contagem começa em 1829, posteriormente a lei de 1º de outubro de 1828, quando foi criado o cargo de presidente da Câmara, que, concomitamente seria o chefe do executivo do município. O primeiro presidente da Câmara foi Fortunato Rafael Arcanjo da Fonseca. As eleições indiretas, realizadas entre os vereadores eleitores, continuaram durante todo o Império e Primeira República.
Na Era Vargas, predominou-se os prefeitos nomeados, os interventores. Com a Revolução de 1930, liderada por Getúlio Vargas, foi criado o conceito de prefeito para todas as administrações municípais.
Celso Cota (MDB) tem sido o atual prefeito de Mariana, desde 18 de agosto de 2023, após um longo processo eleitoral. Ele havia sido eleito nas eleições de 2020, sendo, todavia, impedido de assumir pelo Tribunal Superior Eleitoral. O município foi, pelo impedimento, governado por três presidentes da Câmara: Juliano Gonçalves, Ronaldo Bento e Edson Agostinho.

## Antecedentes
Em 1711 ocorreram as primeiras eleições municípais de Minas Gerais, na Vila de Nossa Senhora do Ribeirão do Carmo, atual Mariana. Na época, a instituição camararia era formada por seis integrantes: os juizes mais velho e mais moço, que dividiam a presidência da Câmara, três vereadores e um procurador. A Câmara concentrava os poderes executivo, legislativo e judiciário.
As eleições funcionavam no sistema chamado Ordenação do Pelouro. Essa ordenação determinava listas de pessoas, os homens bons, que poderiam exercer os cargos e votar para os representantes políticos. Era, portanto, uma eleição indireta. Os primeiros representantes foram o capitão mor Pedro Frazão de Brito (juiz mais velho), Joseph Rebello Perdigão (juiz mais moço), Manoel Ferreyra de Sá (vereador mais velho), Francisco Pinto de Almendra (segundo vereador), Jacinto Barboza Lopez (terceiro vereador) e Torquato Teyxeira de Carvalho (procurador).
O atual modelo, que separa o sistema legislativo, do executivo e do judiciário, advem da Constituição de 1934, representante dos ventos de mudança da Revolução de 1930. Junto a essa constituição, foi estabelecido as eleições diretas para todos os cargos no legislativo e no executivo, tendo sido criado as prefeituras municipais.

## Império do Brasil
Em 22 de outubro de 1822, a Câmara de Mariana aclamou o príncipe D. Pedro como Imperador Constitucional do Brasil, poucos meses depois da Proclamação da Independência do Brasil. A Constituição de 1824, e a Lei Municipal de 1828, fizeram importantes mudanças na administração pública. Anteriormente, as Câmaras detinham os três poderes: executivos, judiciários e legislativos, dentro da mesma instituição. A partir das leis supracitadas, foi criado o juizado de paz (responsável pelo judiciário), e a figura do presidente da Câmara. E o poder da Câmara diminuiu drasticamente, sendo essa supordinada ao governo central provincial.
A lista começa em 1829, com a criação do cargo de Presidente da Câmara. Anteriormente a essa data, Mariana teve os seguintes juizes de paz: Cândido José de Araújo Viana (1822, 1824, 1825), José Coelho de Oliveira Duarte (1823), João Luciano de Souza Guerra Araújo Godinho (1826) e Antônio José Monteiro de Barros (1827, 1828). O presidente da Câmara era o vereador mais votado, porém, a cada sessão era nomeado um presidente. Ou seja, é difícil dizer se nas atas se trata do presidente da Câmara ou o que estava ocupando o cargo naquela sessão especificamente.
| Nome                                | Partido             | Início do mandato     | Fim do mandato         | Observações |
| Império do Brasil                   | Império do Brasil   | Império do Brasil     | Império do Brasil      | Império do Brasil |
| ----------------------------------- | ------------------- | --------------------- | ---------------------- | --- |
| Fortunato Rafael Arcanjo da Fonseca | Partido Conservador | 1° de janeiro de 1829 | 31 de dezembro de 1832 | Presidente da Câmara. Fortunato Rafael teve uma longa trajetória dentro da Câmara Municipal de Mariana. Em 1821 se elegeu vereador pela primeira vez. Foi eleito novamente na legislatura de 1829 - 1832, 1837 - 1840 e 1841 - 1844. Nas duas primeiras, ocupou o cargo de presidente da Câmara. |
| Gonçalo da Silva Lima               | Partido Conservador | 1° de janeiro de 1833 | 31 de dezembro de 1836 | Presidente da Câmara. |
| Fortunato Rafael Arcanjo da Fonseca | Partido Conservador | 1° de janeiro de 1837 | 31 de dezembro de 1840 | Presidente da Câmara. |
| Manoel Francisco Damanesco          | Partido Liberal     | 1° de janeiro de 1841 | 31 de dezembro de 1852 | Sargento-mor, foi Presidente da Câmara por três vereanças (mandatos). |
| Francisco Paula Ramos Horta         | Partido Liberal     | 1° de janeiro de 1853 | 31 de dezembro de 1856 | Presidente da Câmara. Tenente-coronel. |
| Francisco Paula Silveira Lobo       | Partido Conservador | 1° de janeiro de 1857 | 31 de dezembro de 1860 | Presidente da Câmara. Doutor. |
| José Pedro da Silva Benfica         | Partido Conservador | 1° de janeiro de 1861 | 31 de dezembro de 1864 | Presidente da Câmara. Cônego. |
| Antônio Jorge Moutinho Morais       | Partido Liberal     | 1° de janeiro de 1865 | 31 de dezembro de 1868 | Presidente da Câmara. Advogado. |
| Eduardo José Moura                  | Partido Conservador | 1° de janeiro de 1869 | 31 de dezembro de 1872 | Presidente da Câmara. Doutor. |
| João Bawden                         | Partido Conservador | 1° de janeiro de 1873 | 31 de dezembro de 1877 | Presidente da Câmara. Doutor. |
| João Damanesco Correa               | Partido Conservador | 1° de janeiro de 1878 | 31 de dezembro de 1880 | Presidente da Câmara. |
| Firmino Ferreira Costa              | Partido Liberal     | 1° de janeiro de 1881 | 31 de dezembro de 1882 | Presidente da Câmara. Major. |
| Tito Batista Americano              | Partido Conservador | 1° de janeiro de 1883 | 31 de dezembro de 1886 | Presidente da Câmara. |
| Florêncio Augusto Silva             | Partido Liberal     | 1° de janeiro de 1887 | 31 de dezembro de 1890 | Presidente da Câmara. |

## Primeira República
Com o golpe da República, em 1889, a estrutura, bem como a nomenclatura dos cargos da Câmara Municipal, não alteraram em quase nada. Houve apenas um aumento no número de vereadores e a incorporação dos cargos de vice-presidente, 2º secretário e tesoureiro.
De acordo com a Constituição de 1891, a gestão do executivo municipal caberia ao prefeito. No entanto, a lei n. 2 de 14 de setembro de 1891, definia que a função executiva seria exercida pela figura do Agente Executivo Municipal. O presidente da Câmara também ocupava o cargo de agente executivo, com amplos poderes. Neste periodo, o Partido Republicano Mineiro monopolizou a política mineira, representando os conservadores, liberais, monarquistas e republicanos.
| Nome               | Nome                                                   | Partido                     | Início do mandato     | Fim do mandato         | Observações                                                                                              |
| Primeira República | Primeira República                                     | Primeira República          | Primeira República    | Primeira República     | Primeira República                                                                                       |
| ------------------ | ------------------------------------------------------ | --------------------------- | --------------------- | ---------------------- | --- |
|                    | Caetano Camilo Almeida Gomes                           | Partido Republicano Mineiro | 1° de janeiro de 1891 | 31 de dezembro de 1892 | Tenente-coronel.                                                                                         |
|                    | Antônio Teixeira de Sousa Magalhães, Barão de Camargos | Partido Republicano Mineiro | 1° de janeiro de 1893 | 31 de dezembro de 1900 | Por três vereanças (mandatos).                                                                           |
|                    | Gomes Henrique Freire de Andrade                       | Partido Republicano Mineiro | 1° de janeiro de 1901 | 31 de dezembro de 1904 | Comandou a política marianense por três décadas. De 1901 até 1930, sendo deposto pela Revolução de 1930. |
|                    | João Bawden Teixeira                                   | Partido Republicano Mineiro | 1° de janeiro de 1905 | 31 de dezembro de 1905 | Senador e doutor.                                                                                        |
|                    | Gomes Henrique Freire de Andrade                       | Partido Republicano Mineiro | 1° de janeiro de 1906 | 19 de novembro de 1930 | [ 19 ] [ 21 ]                                                                                            |

## 1930 - atualidade
Com a Revolução de 1930, liderada por Getúlio Vargas, criou-se as prefeituras, que ficaram responsáveis pelas funções executivas dos municípios. Na Era Vargas, predominou-se os prefeitos nomeados, chamados de interventores. Com a Constituição de 1934, ocorreram as primeiras eleições municipais para prefeitos de Mariana, tendo sido eleito o médico Josefá Macedo.
| Nome                           | Nome                               | Partido                        | Início do mandato              | Fim do mandato                 | Observações |
| Era Vargas e Período Populista | Era Vargas e Período Populista     | Era Vargas e Período Populista | Era Vargas e Período Populista | Era Vargas e Período Populista | Era Vargas e Período Populista |
| ------------------------------ | ---------------------------------- | ------------------------------ | ------------------------------ | ------------------------------ | --- |
|                                | Major Alvino Menezes               | PP                             | 20 de novembro de 1930         | 15 de janeiro de 1931          | Delegado. Interventor Federal. |
|                                | Bernardo José de Paula Arobeira    | PP                             | 16 de janeiro de 1931          | 14 de fevereiro de 1934        | Interventor Federal. |
|                                | Josafá Macedo                      | PP                             | 15 de fevereiro de 1934        | 8 de maio de 1937              | [ 25 ] |
|                                | Celso Arinos Motta                 | PP                             | 9 de maio de 1937              | 24 de outubro de 1938          | Foi presidente da Câmara, tendo atuado como prefeito interino por um curto periodo. Foi deputado estadual pelo PSP. |
|                                | Josafá Macedo                      | PP                             | 25 de outubro de 1938          | 7 de novembro de 1943          | [ 25 ] |
|                                | Salvador Ferrari                   | PP                             | 8 de novembro de 1943          | 25 de janeiro de 1945          | Médico, foi da Academia Mineira de Medicina. |
|                                | Pio Porto de Menezes               | UDN                            | 26 de janeiro de 1945          | 27 de outubro de 1947          | Engenheiro, professor da Escola de Minas de Ouro Preto. |
|                                | Cônego José Cota                   | UDN                            | 28 de outubro de 1947          | 30 de janeiro de 1951          | [ 25 ] |
|                                | Manoel Leandro Corrêa              | PSD                            | 31 de janeiro de 1951          | 1° de fevereiro de 1955        | [ 25 ] |
|                                | Afonso Bretas Sobrinho             | PSD                            | 31 de janeiro de 1955          | 1° de fevereiro de 1959        | [ 25 ] [ 38 ] |
|                                | Daniel Carlos Gomes                | PSD                            | 31 de janeiro de 1959          | 1° de fevereiro de 1963        | É tio do jornalista Fernando Morais. |
| Ditadura Civil-Militar de 1964 |                                    |                                |                                |                                | |
|                                | João Chaves Sampaio                | ARENA                          | 31 de janeiro de 1963          | 31 de dezembro de 1967         | [ 25 ] |
|                                | Euclydes de Souza Vieira           | MDB                            | 1° de de janeiro de 1968       | 31 de dezembro de 1970         | [ 42 ] |
|                                | Hélio Petrus Viana                 | MDB                            | 1° de janeiro de 1971          | 15 de novembro 1972            | Em 15 de novembro de 1972 foi afastado do cargo, pelo juiz de direito da cidade. |
|                                | João Rapallo                       | MDB                            | 15 de novembro de 1972         | 31 de janeiro de 1973          | Vice-prefeito na chapa de Hélio Petrus Viana. |
|                                | João Ramos Filho                   | ARENA                          | 1° de fevereiro de 1973        | 31 de dezembro de 1976         | João Ramos foi prefeito da cidade de Mariana de 1973 a 1976, 1983 a 1988 e 1993 a 1996, sendo assassinado em 15 de maio de 2008 na MG-262, estrada que liga Mariana a Ponte Nova, na Zona da Mata.                                                                    |
|                                | Jadir Macedo                       | ARENA                          | 1° de janeiro de 1977          | 31 de dezembro de 1982         | Durante seu governo foi instituido o Dia de Minas, que transfere, simbolicamente, a capital administrativa de Minas Gerais para Mariana, em 16 de julho de cada ano.                                                                                                  |
|                                | João Ramos Filho                   | PTB                            | 1° de janeiro de 1983          | 31 de dezembro de 1988         | [ 46 ] [ 45 ] |
| Nova República                 |                                    |                                |                                |                                | |
|                                | Cássio Brigolli Neme               | PFL                            | 1° de janeiro de 1989          | 31 de dezembro de 1992         | [ 48 ] |
|                                | João Ramos Filho                   | PTB                            | 1° de janeiro de 1993          | 31 de dezembro de 1996         | [ 46 ] [ 45 ] |
|                                | Cássio Brigolini Neme              | PFL                            | 1° de janeiro de 1997          | 26 de fevereiro de 1999        | Em 1999 foi cassado pela Câmara dos Vereadores, por corrupção. |
|                                | José Hugo Marton                   | PPB                            | 27 de fevereiro de 1999        | 31 de dezembro de 2000         | [ 43 ] |
|                                | Celso Cota                         | PSDB                           | 1° de janeiro de 2001          | 31 de dezembro de 2008         | Dois mandatos. Acabou sofrendo um processo administrativo, sendo obrigado a devolver 80 mil aos cofres publicos, e pagar uma multa de 160 mil. Teve os direitos políticos cassados.                                                                                   |
|                                | Roque José de Oliveira Camello     | PSDB                           | 1° de janeiro de 2009          | 9 de março de 2010             | Escritor e advogado, membro da Academia Marianense de Letras e do Instituto Histórico e Geográfico de Minas Gerais. Foi condenado pelo TSE por compra de votos na campanha de 2008. Foi afastado do cargo. A segunda colocada, Terezinha Ramos, assumiu em seu lugar. |
|                                | Terezinha Severino Ramos           | PTB                            | 10 de março de 2010            | 19 de maio de 2010             | Foi condenada pelo TSE por gasto ilícito de verbas na campanha de 2008. Foi afastada do cargo. |
|                                | Raimundo Elias Novais Horta        | PMDB                           | 20 de maio de 2010             | 31 de dezembro de 2010         | Presidente da Câmara dos Vereadores. |
|                                | Geraldo Sales de Souza             | PDT                            | 1° de janeiro de 2011          | 31 de agosto de 2011           | Presidente da Câmara dos Vereadores, conhecido como "Bambu". |
|                                | Terezinha Severino Ramos           | PTB                            | 1° de setembro de 2011         | 14 de fevereiro de 2012        | Terezinha Ramos conseguiu reverter a condenação do TSE, assumindo a chapa, sofreu, todavia, um Impeachment, sendo acusada de usar verbas publicas na compra de votos dos deputados.                                                                                   |
|                                | Roberto Rodrigues                  | PTB                            | 15 de fevereiro de 2012        | 31 de dezembro de 2012         | Vice-prefeito de Terezinha Ramos. |
|                                | Celso Cota                         | PSDB                           | 1° de janeiro de 2013          | 14 de junho de 2015            | Conseguiu uma liminar na justiça eleitoral para poder se candidatar. Foi cassado. |
|                                | Duarte Júnior                      | Cidadania                      | 15 de julho de 2015            | 31 de dezembro de 2020         | Assumiu, por ser vice-prefeito. Foi reeleito em 2016. Conhecido como Dú. Em seu mandato ocorreu o rompimento da barragem de Bento Rodrigues. |
|                                | Juliano Vasconcelos Gonçalves      | Cidadania                      | 1° de janeiro de 2021          | 3 de junho de 2022             | Celso Cota foi eleito, mas não chegou a assumir, esperando julgamento no TSE. Juliano Gonçalves, presidente da Câmara dos Vereadores assumiu a prefeitura. Afastado do cargo, em junho de 2022, por ter parentesco com Duarte Júnior. Conhecido como Juliano Duarte.  |
|                                | Ronaldo Alves Bento                | PSB                            | 4 de julho de 2022             | 31 de dezembro de 2022         | Presidente da Câmara dos Vereadores. |
|                                | Edson Agostinho de Castro Carneiro | Cidadania                      | 1 de janeiro de 2023           | 17 de agosto de 2023           | Presidente da Câmara dos Vereadores, conhecido como Leitão. |
|                                | Celso Cota                         | MDB                            | 18 de agosto de 2023           | 31 de dezembro de 2024         | No dia 17 de agosto de 2023 tornou-se elegível para assumir a prefeitura. É o atual prefeito. |
|                                | Juliano Vasconcelos Gonçaves       | PSB                            | 1 de janeiro de 2025           | Atualidade                     | Segundo mandato, tendo assumido anteriormente como prefeito interino. |